# لیلا پازوکی
لیلا پازوکی (زاده ۱۳۵۶ در تهران) نقاش، مجسمه‌ساز و عکاس ایرانی ساکن برلین است.

## تحصیلات
لیلا پازوکی تحصیلات هنری خود را بعد از دبیرستان در ایران ادامه داد و در سال ۲۰۰۰ از دانشگاه هنر تهران فارغ‌التحصیل شد اما یک سال بعد به آلمان مهاجرت کرد. در سال ۲۰۰۲ تحصیل در رشته نیو مدیا (New Media یا رسانه‌های نو) را در آکادمی هنرهای زیبای مونیخ آغاز کرد. کمی پیش از آنکه فارغ‌التحصیل شود، به دلیل مشکلات پرونده تحصیلی‌اش از ادامه تحصیل بازماند و به ایران بازگشت.

### بازگشت به تهران
او بعد از آنکه به تهران برگشت، حدود دو سال آنجا فعالیت داشت. در تهران دفتر طراحی گرافیک باز کرد و طراحی روی جلد چندین کتاب در ایران را انجام داد.

### ادامه تحصیل و بازگشت به آلمان
در سال ۲۰۰۴ از سوی کالج هنری وایسنزی در برلین به او پیشنهاد شد تا ادامه تحصیل بدهد و در سال ۲۰۰۷ در رشته مجسمه‌سازی از این کالج فارغ‌التحصیل شد. دو سال بعد فوق لیسانس خود را از دانشگاه هنر برلین گرفت.

## کار حرفه‌ای و هنری
لیلا پازوکی چندین نمایشگاه انفرادی و گروهی در کشورهای مختلف جهان از جمله اتریش، آلمان، هند، اندونزی، آمریکا و ایران برگزار کرده است.
او در چند سال اخیر پروژه‌های بزرگی اجرا کرده است. پروژه‌های از چین تا اندونزی، از تهران تا برلین و از دوبی تا مکزیکو سیتی. یکی از پروژه‌های او پروژه‌ای است با شرکت صدها نقاش ساکن روستایی در چین. بخشی از این پروژه این بود که نقاشان چینی، نسخه‌ای کپی از نقاشی‌های یکی از اتاق‌های نشنال گالری لندن تولید کنند.
کارهای او با چراغ‌های رنگی مهتابی در سال‌های اخیر محبوبیت و شهرت زیادی به دست آورده.
پازوکی در سال ۲۰۱۱ نمایشگاهی با عنوان تجارت عادلانه در گالری کریستین هوسپ برلین برگزار کرد. صد کپی از نقاشی‌های لوکاس کراناچ پدر در سال ۱۵۳۷ با عنوان «تمثیل عدالت» که روی دیوار آبی رنگ گالری آویخته شده بودند.